# Рейф, Игнатий Яковлевич
Игнатий (Хисля, Хиель) Яковлевич Рейф (1902—1938) — советский разведчик, руководитель нелегальной резидентуры в Великобритании, капитан государственной безопасности (1936).

## Биография
Родился в еврейской семье бакалейщика, получил высшее образование. Член ВКП(б). С 1922 года до 1924 года был сотрудником полномочного представительства СССР в Веймарской республике. Затем работал в редакции газеты «Правда». В органах государственной безопасности служил с 1925 года как сотрудник Экономического управления, после чего переходит в ИНО ОГПУ. С апреля 1934 года по февраль 1935 года, когда был выслан как нежелательный иностранец, возглавлял нелегальную резидентуру в Великобритании. 
По возвращении из командировки работает в центральном аппарате, в 7-м отделе ГУГБ НКВД. С мая 1938 и до ареста являлся помощником начальника отделения 5-го отдела 1-го управления НКВД СССР. Арестован 29 июня 1938 г., в один день со своим шефом Эрнестом Фурманом, и уже через месяц, 28 августа, Военной коллегией Верховного суда СССР по обвинению в участии в контрреволюционной террористической организации приговорён к ВМН, расстрелян в день вынесения приговора. Посмертно реабилитирован 15 декабря 1956 г..

### Последний адрес
Москва, Большой Комсомольский переулок, дом 5, квартира 11.